# Ту-80
Ту-80 — модернизированный бомбардировщик Ту-4. При создании самолёта была увеличена площадь крыла, модернизированы некоторые системы самолёта, оснащение и вооружение. Проделанная работа позволила увеличить дальность полёта в сравнении с Ту-4 на 20-25 процентов.
Ту-80 (опытный тяжёлый бомбардировщик — проект «80») — глубокая модернизация серийного тяжёлого бомбардировщика Ту-4. Разработан ОКБ-156 А. Н. Туполева в 1949 г., в ответ на запуск в серийное производство американского бомбардировщика В-50). В отличие от Ту-4: усовершенствована аэродинамика частей планера; площадь крыла увеличена на 3,5 % (до 167 м²); запас топлива увеличен на 15 %; модернизированы: двигатели, самолётные системы, бортовое оборудование и оборонительное вооружение. Расчётная максимальная бомбовая нагрузка возросла до 12000 кг. При нормальной бомбовой нагрузке 3000 кг. — расчётная дальность полёта превышала 7000 км. Первый полёт выполнен 1 декабря 1949 г. На заводских испытаниях самолёт показал максимальную скорость (на высоте 10 км) — 545 км/ч. Полных лётных испытаний Ту-80 не проводилось, в связи с параллельной разработкой на его базе бомбардировщика «85» с межконтинентальной дальностью полёта. [АК 1984-06(27)]

## История создания
Впервые самолёт поднялся в воздух 1 декабря 1949 года. Но эта машина все ещё не отвечала предъявляемым требованиям и по этой причине не была запущена в производство. Единственный построенный экземпляр закончил своё существование на полигоне в качестве мишени.

## Конструкция
Самолёт «80» — четырёхмоторный среднеплан, с большим килем и килевым гребнем, трапециевидным крылом большого удлинения. Поперечное V крыла образовано двойным перегибом плоскости хорд — перегибом вокруг корневой хорды вверх на 4,5 град. и последующим отгибом консолей вниз на 2,75 град. Фюзеляж круглого сечения. Шасси трёхопорное, с носовой стойкой.
В отличие от Ту-4, на Ту-80 была изменена передняя гермокабина на основе отработанной конструкции Ту-70, что резко улучшило обзор с рабочих мест лётчиков. Длина фюзеляжа увеличена на 4 метра, увеличена размерность грузоотсеков (бомбовых отсеков). Расширена номенклатура бомбового вооружения, изменено оборонительное вооружение — пушки Б-20 заменены на НР-23. Проведён комплекс работ по улучшению обтекаемости выступающих частей — обтекателей РЛС и стрелковых установок. Бомбардировочный радиолокационный прицел «Кобальт» доработан введением приставки «Цезий», и получил обозначение «Рубидий». Противообледенители носков крыла типа «Гудрич» были заменены на более прогрессивные тепловые. Ёмкость топливных баков была увеличена на 15 %.
На самолёт предполагалось устанавливать следующее РЭО: радиокомпас АРК-5, радионавигационную аппаратуру «Материк» и «Меридиан», систему опознавания «Магний» и «Барий», радиостанции РСБ-5, стрелковые радиолокационные прицелы «Кадмий», а также ночной аэрофотоаппарат НАФА-3С.
На самолёте были установлены четыре мотора АШ-73ТКФН. В ходе испытаний на внутренние моторы установили флюгерно-реверсивными винты АВ-16У, которые подтвердили свою эффективность. Из-за смещения центровки вперёд во время испытательных полётов в хвосте опытного самолёта размещали 900-килограммовый груз из свинцовых отливок.